# Karmanowice
Karmanowice (pronunciación en polaco: /karmanɔˈvit͡sɛ/) es un pueblo ubicado en el distrito administrativo de Gmina Wąwolnica, en el condado de Puławy, Voivodato de Lublin, en Polonia oriental. Se encuentra aproximadamente a 7 kilómetros al norte de Wąwolnica, a 13 kilómetros al sureste de Puławy, y a 34 kilómetros al oeste de la capital regional Lublin.